# Dodge Spirit

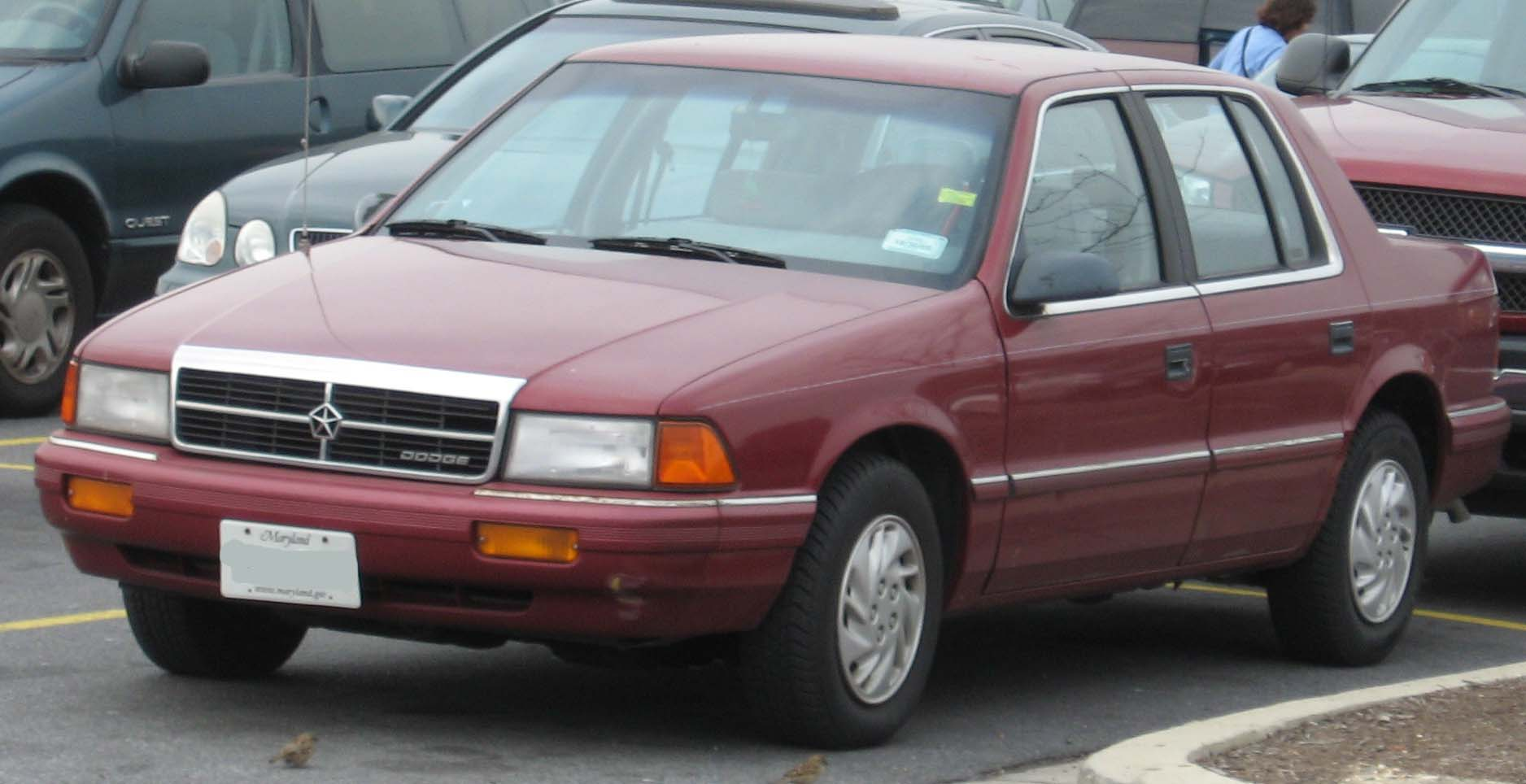
Dodge Spirit del 1989-1992

El model de cotxe Dodge Spirit va ser presentat el 1989 com un mid-size de 5/6 places i substitueix el Dodge 600. Aquest usa la plataforma "Chrysler A", una versió derivada de la plataforma "Chrysler K". El Spirit es fabricà a Newark, Delaware i Toluca, Mèxic. El model de Dodge comparteix disseny amb el Chrysler LeBaron, Plymouth Acclaim i el Chrysler Saratoga. Al Desembre de 1994 va ser substituït pel Dodge Stratus.
El nom de Spirit va ser usat per American Motors Corporation (AMC) els anys 1979 a 1983 com a AMC Spirit. AMC va ser comprada per Chrysler el 1987.

## Informació general i versions
Mides del Spirit
Batalla (Wheelbase): 2,624 m
Llargada (Length): 4,602 m
Amplada (Width): 1,729 m
Alçada (Height): 1,358 m
Pes (Curb weight): 1316 kg

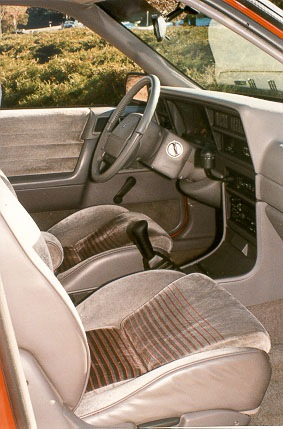
Interior del Dodge Spirit R/T

El Spirit ha estat comparat amb el Ford Tempo, Honda Accord i Toyota Camry.
Mecànicament el Spirit ha tingut un bon assortiment de motors. També en caixes de canvi com el llistat següent:
Automàtica de 3 velocitats: Torqueflite A413 i Torqueflite A670
Automàtica de 4 velocitats: Ultradrive A604
Manual de 5 velocitats: A523 i A568
D'aquestes, les Torqueflite són usades en els Spirits TBI i MPFI de 4 cilindres i també en la versió V6 de 1993 a 1995. De 1989 a 1992 molts Spirits V6 van equipar la transmissió Ultradrive.
| Any       | Motor                         | Potència | Torsió  |
| --------- | ----------------------------- | -------- | ------- |
| 1991–1992 | 2.2 L Chrysler K Turbo III I4 | 224 cv   | 294 N·m |
| 1989-1995 | 2.5 L Chrysler K 2.5 I4       | 100 cv   | 184 N·m |
| 1989–1992 | 2.5 L Chrysler K 2.5 Turbo I4 | 150 cv   | 230 N·m |
| 1989-1995 | 3.0 L Motor Mitsubishi 6G V6  | 141 cv   | 231 N·m |

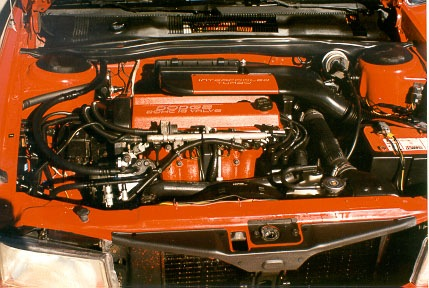
Motor del Dodge Spirit R/T

La NHTSA ha qualificat el Spirit de 1995 amb 4 estrelles (conductor) i 3 estrelles (passatger) en el xoc frontal.
R/T
Una versió R/T va aparèixer el 1991. El motor era un 2.2L Motor K DOHC 16v amb un turbocompressor i intercooler Garrett. L'interior dels R/T tenia uns acabats diferenciats als altres Spirits. L'única transmissió és una caixa manual A568 de 5 velocitats i unes llantes de 15" i 205/60R15 de pneumàtics.
La publicitat del R/T el venia com "el sedan més ràpid d'Amèrica". L'acceleració de 0-60 mph (0-96 km/h) era de 5,8 segons, d'acord amb Car and Driver, convertint-lo en un dels cotxes de tracció davantera més ràpids oferts al mercat dels Estats Units, superant al Ford Taurus SHO de 1991 i 1992. Motor Trend va elegir-lo com a cotxe esportiu de l'any. Totes les unitats R/T del Spirit, 1208, van ser fabricades a Mèxic. El 1992 se'n fabricaren 191.

## Mèxic i mercats d'Amèrica del Sud
El Dodge Spirit ha estat un cotxe molt popular a Mèxic. La majoria d'aquests Spirit van ser venuts sota la marca Chrysler com a Chrysler Spirit. El Spirit va ser presentat el 1990 i les primeres versions equipaven un 2.5L de carburació.
Però el 1991 Mèxic adopta un nou sistema d'emissions semblant al dels Estats Units i el Canadà i la versió 2.5L de carburació desapareix a favor d'una versió MPFI d'injecció electrònica, que no era la versió TBI usada als Estats Units, Canadà i Europa. Aquesta versió MPFI donava unes majors prestacions i les emissions eren menors que la versió TBI. Tot i així, la MPFI només va usar-se en les versions Turbo i FFV. Aquest motor MPFI es vendrà de 1991 a 1995 a Mèxic i algunes unitats d'aquest van ser exportades al Brasil i l'Argentina els anys 1993, 1994 i 1995.
R/T Mexicà

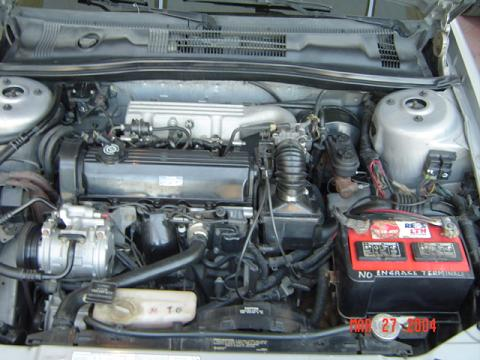
Motor 2.5 MPFI

Chrysler va vendre dues versions del R/T. La base, R/T que es va vendre del 1991 al 1995 a Mèxic. Equipada amb un motor 2.5L Turbo II de 168 cv i una caixa automàtica de 3 velocitats Torqueflite A413 o una manual de 5 velocitats. Aquests R/T van ser molt usats pels departaments de policia de Mèxic.
L'altra versió del R/T, disponible de 1991 a 1994 usava el mateix 2.2L Motor K DOHC 16v comercialitzada als Estats Units. Més opcions i majors nivells d'equipaments eren disponibles als R/T Mexicans, incloent sostre solar, llantes de 16" i d'altres opcions.
Tots els R/T mexicans van vendre's sota la marca Chrysler. El Chrysler Phantom R/T va ser una versió premium del LeBaron descapotable amb el 2.2L i caixa manual de 5 velocitats A568.

## Informació mediambiental
En el 1993, 1994 i 1995 es va oferir una versió del motor 2.5L admet combustible E85.